# 哈巴罗夫斯克—阿穆尔河畔共青城铁路
哈巴罗夫斯克－阿穆尔河畔共青城铁路位于俄罗斯哈巴罗夫斯克边疆区和犹太自治州，贯通了哈巴罗夫斯克边疆区，全长363千米，连接哈巴罗夫斯克（伯力）和阿穆尔河畔共青城。哈巴罗夫斯克-共青城-苏维埃港旅客列车（青年号）、海参崴-哈巴罗夫斯克-共青城-苏维埃港旅客列车经过该线路。
1935年1月哈巴罗夫斯克-共青城之间的铁路建设开工，于1940年完工。单线，非电气化的铁路线从离西伯利亚铁路向北的伯力附近的杰日尼奥夫卡站向北分支，穿过阿穆尔河畔共青城，穿过贝阿铁路到达戴姆基站。 戴姆基是东北部，稍微远离共青城区的中心部分。